# Zhengzhou Open 2023
Lo Zhengzhou Open 2023 è un torneo di tennis giocato sul cemento. È la 7ª edizione dello Zhengzhou Open, che fa parte della categoria 500 nell'ambito del WTA Tour 2023. Si gioca al Zhongyuan Tennis Training Base Management Center di Zhengzhou, in Cina, dal 9 al 15 ottobre 2023. É la prima edizione dal 2019, dopo che nel 2020 e 2021 non vennero disputate a causa della pandemia di COVID-19, mentre quella del 2022 venne annullata in seguito alla decisione da parte della WTA di sospendere ogni torneo in Cina come risposta al caso della tennista Peng Shuai.

## Partecipanti

### Teste di serie
| Nazionalità | Giocatrice           | Ranking* | Testa di serie |
| ----------- | -------------------- | -------- | -------------- |
| Stati Uniti | Coco Gauff           | 3        | 1              |
| Kazakistan  | Elena Rybakina       | 5        | 2              |
| Grecia      | Maria Sakkarī        | 6        | 3              |
| Tunisia     | Ons Jabeur           | 7        | 4              |
| Rep. Ceca   | Karolína Muchová     | 9        | 5              |
| Francia     | Caroline Garcia      | 10       | 6              |
| Rep. Ceca   | Barbora Krejčíková   | 12       | 7              |
|             | Dar'ja Kasatkina     | 13       | 8              |
|             | Veronika Kudermetova | 16       | 9              |
| Croazia     | Donna Vekić          | 21       | 10             |
|             | Ljudmila Samsonova   | 22       | 11             |

* Ranking al 2 ottobre 2023.

### Altre partecipanti
Le seguenti giocatrici hanno ricevuto una wild card per il tabellone principale:
- Bai Zhuoxuan
- Coco Gauff
- Guo Hanyu

Le seguenti giocatrici sono passate dalle qualificazioni:

- Nao Hibino
- Ellen Perez
- Laura Siegemund
- Lesja Curenko
- Kateryna Volodko
- Vera Zvonarëva

Le seguenti giocatrici sono entrate in tabellone come lucky loser:
- Tímea Babos
- Tamara Korpatsch
- Diana Šnaider
- Moyuka Uchijima

### Ritiri
Prima del torneo
- Belinda Bencic → sostituita da  Anhelina Kalinina
- Jennifer Brady → sostituita da  Elisabetta Cocciaretto
- Elisabetta Cocciaretto → sostituita da  Tímea Babos
- Coco Gauff → sostituita da  Diana Šnaider
- Madison Keys → sostituita da  Jasmine Paolini
- Karolína Muchová → sostituita da  Moyuka Uchijima
- Elena Rybakina → sostituita da  Tamara Korpatsch
- Markéta Vondroušová → sostituita da  Lucia Bronzetti

## Partecipanti al doppio

### Teste di serie
| Nazione     | Giocatrice         | Nazione       | Giocatrice     | Ranking* | Testa di serie |
| ----------- | ------------------ | ------------- | -------------- | -------- | -------------- |
| Canada      | Gabriela Dabrowski | Nuova Zelanda | Erin Routliffe | 24       | 1              |
| Stati Uniti | Desirae Krawczyk   | Paesi Bassi   | Demi Schuurs   | 24       | 2              |
| Giappone    | Shūko Aoyama       | Giappone      | Ena Shibahara  | 31       | 3              |
| Germania    | Laura Siegemund    |               | Vera Zvonarëva | 32       | 4              |

* Ranking al 2 ottobre 2023.

### Altre partecipanti
La seguente coppia di giocatrici ha ricevuto una wild card per il tabellone principale:
- Guo Hanyu /  Jiang Xinyu

## Campionesse

### Singolare
Zheng Qinwen ha sconfitto in finale  Barbora Krejčíková con il punteggio di 2-6, 6-2, 6-4.
- É il secondo titolo in carriera e della stagione per Zheng.

### Doppio
Gabriela Dabrowski /  Erin Routliffe hanno sconfitto in finale  Shūko Aoyama /  Ena Shibahara con il punteggio di 6-2, 6-4.